# 迈克尔·布伦南
迈克尔·布伦南（英語：Michael Brennan，1975年10月15日—），澳大利亚男子曲棍球运动员。他曾代表澳大利亚国家队参加2000年和2004年夏季奥林匹克运动会曲棍球比赛，获得一枚金牌和一枚铜牌。